# Musikåret 1968

## Händelser
- 13 januari – Johnny Cash spelar in albumet At Folsom Prison i Folsom State Prison, Kalifornien
- 9 mars – Claes-Göran Hederströms låt Det börjar verka kärlek banne mig vinner den svenska uttagningen till Eurovision Song Contest på Cirkus i Stockholm.[1].
- 6 april – Massiels låt La La La vinner Eurovision Song Contest i London för Spanien.[2]
- 20 september – Hippiemusikalen Hår ("Hair") har premiär i Stockholm[3].
- 15 oktober – Led Zeppelin gör vid Surrey University i England sitt första liveframträdande.[4]

## Priser och utmärkelser
- Stora Christ Johnson-priset – Allan Pettersson för Mesto, sats 2 ur Stråkkonsert nr 3
- Mindre Christ Johnson-priset – Lars Johan Werle för baletten Zodiak
- Jenny Lind-stipendiet – Ingegärd Käll
- Medaljen för tonkonstens främjande – Love Mannheimer, Bo Wallner och Adrian Wennström
- Nordiska rådets musikpris – Tredje symfonien av Joonas Kokkonen, Finland
- Spelmannen – Stockholms Filharmoniska Orkester

## Årets album
Vänligen sortera soloartister på efternamn, musikgrupper på förstabokstaven (utan engelskans "The" och "A")

### A – G
- Joan Baez – Any Day Now
- The Band – Music from Big Pink
- The Beach Boys – Friends
- The Beach Boys – Stack-o-Tracks
- The Beatles –  The Beatles ("The White Album")
- The Beau Brummels – Bradley's Barn
- Big Brother and the Holding Company – Cheap Thrills
- Blue Cheer – Outsideinside
- Blue Cheer – Vincebus Eruptum
- The Byrds – Sweetheart of the Rodeo
- Johnny Cash – At Folsom Prison
- Canned Heat – Boogie With Canned Heat
- Canned Heat – Living the Blues
- Chicken Shack – 40 Blue Fingers, Freshly Packed and Ready to Serve
- John Coltrane – Cosmic Music
- John Coltrane – Om
- Country Joe and the Fish – Together
- Cream – Wheels of Fire
- Creedence Clearwater Revival – Creedence Clearwater Revival
- Dave Dee, Dozy, Beaky, Mick and Tich – If No-One Sang
- Miles Davis – Filles de Kilimanjaro
- Deep Purple – Shades of Deep Purple
- Dion – Dion
- Donovan – Donovan in Concert
- The Doors – Waiting for the Sun
- Dr. John – Gris-Gris
- The Everly Brothers – Roots
- Fleetwood Mac – Fleetwood Mac
- Aretha Franklin – Aretha Now
- Aretha Franklin – Lady Soul
- The Fugs – Tenderness Junction
- The Fugs – It Crawled into My Hand, Honest

### H – R
- Herbie Hancock – Speak Like a Child
- Lee Hazlewood – Love and Other Crimes
- Keith Jarrett – Life Between the Exit Signs
- Jefferson Airplane – Crown of Creation
- Jethro Tull – This Was
- The Jimi Hendrix Experience – Electric Ladyland
- The Incredible String Band – The Hangman's Beautiful Daughter
- Jan Johansson & Radiojazzgruppen – Den korta fristen
- Jan Johansson – Jazz på ungerska
- The Kinks – Live at Kelvin Hall
- The Kinks – The Village Green Preservation Society
- Lennart Kjellgren & Gunnel Nilsson – Glada visor från Bialitt
- The Lovin' Spoonful – Everything Playing
- Joni Mitchell – Song to a Seagull
- The Monkees – The Birds, the Bees & the Monkees
- The Monkees – Head
- Van Morrison – Astral Weeks
- Randy Newman – Randy Newman
- Tom Paxton – Morning Again
- Pink Floyd – A Saucerful of Secrets
- The Pretty Things – S.F. Sorrow
- The Rascals – Once Upon a Dream
- The Rolling Stones – Beggars Banquet

### S – Ö
- Sam and Dave – I Thank You
- Simon & Garfunkel – The Graduate (soundtrack)
- Simon & Garfunkel – Bookends
- Nina Simone – 'Nuff Said!
- Sly and the Family Stone – Dance to the Music
- Sly and the Family Stone – Life
- The Small Faces – Ogden's Nut Gone Flake
- The Small Faces – There Are But Four Small Faces
- Joe South – Introspect
- Spirit – The Family That Plays Together
- Spooky Tooth – It's All About
- Status Quo – Picturesque Matchstickable Messages from the Status Quo
- Steppenwolf – Steppenwolf
- Steppenwolf – Steppenwolf the Second
- Taj Mahal – The Natch'l Blues
- James Taylor – James Taylor
- The Temptations – Wish It Would Rain
- Ten Years After – Undead
- Traffic – Heaven Is In Your Mind
- Traffic – Traffic
- The Turtles – The Turtles Present the Battle of the Bands
- The Velvet Underground – White Light/White Heat
- The Who – Magic Bus: The Who on Tour
- The Zombies – Odessey and Oracle
- Frank Zappa & The Mothers of Invention – Cruising with Ruben & the Jets
- Frank Zappa & The Mothers of Invention – We're Only in It for the Money

## Årets singlar & hitlåtar
Vänligen sortera soloartister på efternamn, musikgrupper på förstabokstaven (utan engelskans "The" och "A")
- Herb Alpert – This Guy's In Love With You
- The American Breed – Bend Me, Shape Me
- P.P. Arnold – Angel of the Morning
- The Archies – Bang-Shang-A-Lang
- Louis Armstrong – What a Wonderful World
- The Band – The Weight
- The Beach Boys – Do It Again
- The Beatles – Back in the USSR
- The Beatles – Hey Jude
- The Beatles – Lady Madonna
- The Beatles – Ob-La-Di, Ob-La-Da
- The Box Tops – Cry Like A Baby
- Bee Gees – I've Gotta Get a Message to You
- Bee Gees – I Started A Joke
- Bee Gees – Words
- Cilla Black – Step Inside Love
- Big Brother and the Holding Company – Piece of My Heart
- The Bonzo Dog Doo Dah Band – I'm The Urban Spaceman
- Boyce & Hart – I Wonder What She's Doing Tonight
- James Brown – I Got the Feelin'
- James Brown – Licking Stick
- James Brown – Say It Loud (I'm Black and I'm Proud)
- Lenne Broberg – Mälarö kyrka
- The Byrds – Goin' Back
- Glen Campbell – Wichita Lineman
- Canned Heat – Going Up the Country
- Canned Heat – On the Road Again
- Johnny Cash – Folsom Prison Blues (liveversion)
- The Casuals – Jesamine
- Joe Cocker – With a Little Help from My Friends
- The Crazy World of Arthur Brown – Fire!
- Cream – Sunshine of Your Love
- Cream – White Room
- Creedence Clearwater Revival – Suzie Q
- Dave Dee, Dozy, Beaky, Mick and Tich – The Legend of Xanadu
- Dave Dee, Dozy, Beaky, Mick and Tich – Last Night in Soho
- Dave Davies – Lincoln County
- Desmond Dekker – Israelites
- Dion – Abraham, Martin And John
- Donovan – Hurdy Gurdy Man
- Donovan – Jennifer Juniper
- The Doors – Hello, I Love You
- The Easybeats – Hello How Are You
- The Equals – Baby Come Back
- Georgie Fame – The Ballad of Bonnie and Clyde
- José Feliciano – Feliz Navidad
- José Feliciano – Light My Fire
- The Fireballs – Bottle of Wine
- Fleetwood Mac – Albatross
- Fleetwood Mac – Black Magic Woman
- The Foundations – Build Me Up Buttercup
- The Foundations – Back On My Feet Again
- Aretha Franklin – I Say a Little Prayer
- Aretha Franklin – Think
- Agnetha Fältskog – Jag var så kär
- Gary Puckett and the Union Gap – Young Girl
- Marvin Gaye – I Heard It Through the Grapevine
- Marvin Gaye och Tammi Terrell – Ain't Nothing Like The Real Thing
- Marvin Gaye och Tammi Terrell – You're All I Need To Get By
- Bobby Goldsboro – Honey
- Bobby Goldsboro – Little Green Apples
- Richard Harris – Mac Arthur Park
- Lee Hazlewood – Summer Wine
- Herman's Hermits – Sleepy Joe
- The Hollies – Jennifer Eccles
- The Hollies – Like Every Time Before
- Honeybus – I Can't Let Maggie Go
- Mary Hopkin – Those Were the Days
- Jay and the Americans – This Magic Moment
- John Fred and his Playboy Band – Judy in Disguise (with Glasses)
- Tom Jones – Delilah
- Tom Jones – Help Yourself
- The Jimi Hendrix Experience – All Along the Watchtower
- The Jimi Hendrix Experience – Crosstown Traffic
- The Kinks – Days
- The Kinks – The Village Green Preservation Society
- The Kinks – Wonderboy
- Led Zeppelin – Dazed and Confused
- Gordon Lightfoot – Did She Mention My Name
- Leapy Lee – Little Arrows
- Lill-Babs – Manolito
- Lulu – I'm a Tiger
- Lulu – Me, the Peaceful Heart
- Anna-Lena Löfgren – Sommaren det hände
- Miriam Makeba – Pata Pata
- Siw Malmkvist – Mamma är lik sin mamma
- Manfred Mann – The Mighty Quinn
- Manfred Mann – My Name Is Jack
- Paul Mauriat – Love Is Blue (L'amour est bleu)
- The Mamas and the Papas – Dream A Little Dream Of Me
- The Mamas and the Papas – Safe in My Garden
- Marmalade – Ob-La-Di, Ob-La-Da
- Marmalade – Baby Make It Soon
- Paul Mauriat – Love Is Blue
- Ralph McTell – Streets Of London (första inspelningen)
- The Monkees – Valleri
- The Monkees – Porpoise Song
- Hugo Montenegro – The Good, The Bad And The Ugly
- The Move – Fire Brigade
- New Generation – Two Faces Have I
- Harry Nilsson – Everybody's Talkin'
- 1910 Fruitgum Company – Simon Says
- Esther & Abi Ofarim – Cinderella Rockefella
- Ohio Express – Yummy, Yummy, Yummy
- Don Partridge – Blue Eyes
- Don Partridge – Rosie
- Elvis Presley – If I Can Dream
- Procol Harum – Shine On Brightly
- The Rascals – People Got to Be Free
- Otis Redding – (Sittin' On) The Dock of the Bay
- Cliff Richard – Congratulations
- Jeannie C. Riley – Harper Valley PTA
- The Rolling Stones – Jumpin' Jack Flash
- The Rolling Stones – Street Fighting Man
- The Rolling Stones – Sympathy for the Devil
- Ewa Roos – Vilken härlig dag
- Barry Ryan – Eloise
- Sagittarius – Another Time
- Peter Sarstedt – I Am A Cathedral
- The Scaffold – Lily the Pink
- Simon & Garfunkel – Scarborough Fair
- Simon & Garfunkel – Mrs. Robinson
- Nancy Sinatra & Dean Martin – Things
- Percy Sledge – Take Time To Know Her
- The Small Faces – Lazy Sunday
- O.C. Smith – The Son of Hickory Holler's Tramp
- Dusty Springfield – Son of a Preacher Man
- Status Quo – Pictures of Matchstick Men
- Steppenwolf – Magic Carpet Ride
- The Supremes – Love Child
- James Taylor – Carolina In My Mind
- James Taylor – Something In The Way She Moves
- The Temptations – I Wish It Would Rain
- B.J. Thomas – Hooked on a Feeling
- Tommy James & the Shondells – Mony Mony
- The Tremeloes – Suddenly You Love Me
- The Tremeloes – My Little Lady
- The Turtles – Elenore
- The Ventures – Hawaii Five-O
- Dionne Warwick – Do You Know The Way To San José
- Dionne Warwick – Promises, Promises
- The Who – Magic Bus
- Stevie Wonder – For Once in My Life
- Tammy Wynette – Stand by Your Man
- The Zombies – Time of the Season

### Bildade grupper
- Black Sabbath

## Födda
- 11 januari – Tom Dumont, amerikansk musikproducent och gitarrist.
- 14 januari – LL Cool J, amerikansk rapmusiker och skådespelare.
- 22 januari – Anne Pajunen, svensk tonsättare, sångare, performance-artist och violast.
- 27 januari
  - Mike Patton, amerikansk musiker och låtskrivare, sångare i (Faith No More)
  - Tricky, engelsk triphopmusiker.
- 28 januari – Sarah McLachlan, kanadensisk singer-songwriter.
- 1 februari – Lisa Marie Presley, amerikansk artist.
- 6 februari – Karl-Magnus Fredriksson, svensk operasångare (baryton).
- 7 februari – Sully Erna, amerikansk sångare och låtskrivare.
- 22 februari – Bradley Nowell, rocksångare/gitarrist, Sublime.
- 23 februari – Michael Brinkenstjärna, svensk musiker, discjockey, manager och VD.
- 24 februari – Jeanette Köhn, svensk operasångare (sopran).
- 25 februari – Evridiki, grekcypriotisk sångare.
- 4 mars – Patsy Kensit, brittisk skådespelare och sångare.
- 8 mars – Shawn Mullins, amerikansk singer-songwriter.
- 11 mars – Lisa Loeb, amerikansk singer-songwriter.
- 15 mars – Jon Schaffer, amerikansk låtskrivare och rytmgitarrist, medlem i Iced Earth.
- 22 mars
  - Euronymous, eg. Øystein Aarseth, norsk musiker, gitarrist i Mayhem.
  - Thommy Wahlström, svensk tonsättare och musiker.
- 23 mars – Damon Albarn, brittisk musiker i Blur och Gorillaz.
- 26 mars
  - Kenny Chesney, amerikansk countryartist.
  - James Iha, amerikansk gitarrist, medlem i The Smashing Pumpkins.
- 30 mars – Céline Dion, kanadensisk sångare och skådespelare.
- 3 april – Sebastian Bach. kanadensisk sångare, låtskrivare och skådespelare, medlem i Skid Row.
- 15 april – Ed O'Brien, brittisk musiker, gitarrist i Radiohead.
- 28 april – Howard Donald, brittisk sångare, medlem i Take That.
- 29 april – Carnie Wilson, amerikansk musiker och sångare, medlem i Wilson Phillips.
- 1 maj – D'Arcy Wretzky, amerikansk musiker, medlem i The Smashing Pumpkins 1988–99.
- 3 maj – Martin Q Larsson, svensk tonsättare och musiker.
- 7 maj – Traci Lords, amerikansk skådespelare, sångare och porrstjärna.
- 10 maj – Emilija Kokić, kroatisk sångare.
- 28 maj – Kylie Minogue, australiensisk sångare och skådespelare.
- 1 juni – Jason Donovan, australisk popsångare.
- 18 juni – Ann Helling, svensk tonsättare.
- 30 juni – Phil Anselmo, amerikansk sångare.
- 12 juli – Mikael Forsman, svensk tonsättare och gitarrist.
- 19 juli – Robert Flynn, amerikansk gitarrist och sångare.
- 1 augusti – Dan Donegan, amerikansk gitarrist, medlem i Disturbed.
- 3 augusti – Magnus Carlson, svensk sångare och låtskrivare.
- 5 augusti – Terri Clark, kanadensisk countryartist.
- 25 augusti – Stuart Murdoch, skotsk musiker, medlem i Belle and Sebastian.
- 9 september – Lila Downs, amerikansk vis- och operasångare.
- 16 september
  - Marc Anthony, puertoricansk-amerikansk sångare och musiker.
  - Maria Löfberg, svensk tonsättare och kantor.
- 25 september
  - Will Smith, amerikansk skådespelare och rapmusiker.
  - Catherine Zeta-Jones, brittisk skådespelare och sångare.
- 7 oktober – Thom Yorke, brittisk musiker, sångare i Radiohead.
- 8 oktober – Stefan Thorsson, svensk tonsättare.
- 14 oktober – Gustave Lund, svensk kompositör, musiker, författare och skådespelare.
- 17 oktober – Ziggy Marley, jamaicansk reggaemusiker.
- 22 oktober – Shaggy, amerikansk reggaesångare.
- 10 november – U-God, eg. Lamont Jody Hawkins, amerikansk musiker och skådespelare.
- 15 november – Ol' Dirty Bastard, eg. Russell Jones, amerikansk rappare, medlem i Wu-Tang Clan.
- 21 november – Alex James, brittisk basist, medlem i Blur.
- 24 november – Karl-Martin Almqvist, svensk jazzmusiker, tenorsaxofonist och kompositör.
- 28 november – Adlan Cruz, puertoricansk musiker, kompositör och producent.
- 29 november – Jonathan Knight, amerikansk sångare, medlem i New Kids on the Block.
- 2 december – Nate Mendel, amerikansk musiker, basist i Foo Fighters.
- 9 december – Brian Bell, amerikansk låtskrivare och gitarrist, medlem i Weezer.
- 16 december – Lalah Hathaway, amerikansk soulsångare.
- 23 december – Quincy Jones Jr, svensk musiker, musikproducent och skådespelare.

## Avlidna
- 13 februari – Ildebrando Pizzetti, 87, italiensk tonsättare.
- 15 februari – Little Walter, 37, amerikansk bluesmunspelare.
- 8 mars – Gustaf Björkqvist, 90, svensk tonsättare och dirigent.
- 16 mars – Mario Castelnuovo-Tedesco, 72, italiensk tonsättare och pianist.
- 23 mars – Manolita de Anduaga, 92, svensk konsertpianist och tonsättare.
- 15 april – Borys Ljatosjynsky, 73, ukrainsk tonsättare och dirigent.
- 2 maj – Bengt Rodhe, 66, svensk kompositör, musikarrangör, sångare och pianist.
- 15 maj - Florence Austral, 76, australisk operasångare (mezzosopran).
- 19 maj – Coleman Hawkins, 64, amerikansk jazzmusiker.
- 26 maj – Little Willie John, 30, amerikansk R&B-sångare.
- 8 juni – Bumble Bee Slim, 63, amerikansk bluesmusiker.
- 14 juni – Karl-Birger Blomdahl, 51, svensk tonsättare.
- 29 juni – Arne Hedenö, 61, svensk operettsångare och skådespelare.
- 30 juli – Jón Leifs, 69, isländsk tonsättare.
- 31 juli – Werther Carlsson, 82, svensk organist, körledare och tonsättare.
- 3 augusti – Björn Berglund, 63, svensk skådespelare och vissångare.
- 5 augusti – Luther Perkins,, 40, amerikansk gitarrist inom countrymusiken.
- 11 augusti – Eduard Hladisch, 78, österrikisk kompositör, musikarrangör, kapellmästare och musiker (violinist).
- 17 augusti – Albin Lindahl, 86, svensk skådespelare, sångare och teaterekonom.
- 21 september – Börje Fredriksson, 31, svensk jazzmusiker (saxofon).
- 6 oktober – Olle Björling, 58, svensk musiker (saxofon).
- 23 oktober – Naima Wifstrand, 78, svensk operettsångare, skådespelare, kompositör och regissör.
- 29 oktober – Jules Sylvain, 68, svensk populärkompositör, manusförfattare och musiker.
- 1 november – Jules Sylvain, 68, svensk kompositör, manusförfattare och musiker.
- 8 november – Kokomo Arnold, 67, amerikansk bluessångare och gitarrist.
- 9 november – Jan Johansson, 37, svensk pianist och kompositör (bilolycka).
- 11 november – Jeanne Demessieux, 47, fransk organist och tonsättare.

### Fotnoter
1. ↑  ”Melodifestivalen”. Poplight. Arkiverad från originalet den 24 maj 2012. https://archive.is/20120524221205/http://poplight.zitiz.se/melodifestivalen/1968.
2. ↑  ”Eurovision Song Contest”. Poplight. Arkiverad från originalet den 24 maj 2012. https://archive.is/20120524221205/http://poplight.zitiz.se/eurovision-song-contest/1968.
3. ↑  100 år med Aftonbladet – 1968, 1999
4. ↑  ”Led Zeppelin Biography”. Rock & Roll Hall of Fame. Arkiverad från originalet den 11 juli 2015. https://web.archive.org/web/20150711072621/http://rockhall.com/inductees/led-zeppelin/bio/. Läst 5 september 2010.